# Salvatore Iacovelli
Salvatore Iacovelli (Napoli, 1º gennaio 2009) è un pallanuotista italiano, attaccante mancino della Canottieri Napoli.

## Biografia
Nasce e cresce come pallanuotista alla Canottieri Napoli, sotto la guida tecnica di Alessandro Avagnano, il quale lo porta nel 2023 a vincere il bronzo giovanile nazionale Under-14. Ha giocato nella stagione 2023-2024 nelle file del Nuoto 2000 Napoli, in serie B.